# مينوري ساتو
مينوري ساتو (باليابانية: 佐藤 穣) (2 مارس 1991 في مايه-باشي في اليابان – )؛ هو لاعب كرة قدم ياباني سابق كان يلعب كلاعب وسط.

## وصلات خارجية
- مينوري ساتو على موقع رابطة كرة القدم اليابانية للمحترفين (اليابانية)
- مينوري ساتو على موقع دوري كوريا الجنوبية (الإنجليزية)
- مينوري ساتو على موقع قاعدة بيانات كرة القدم.إي يو (الإنجليزية)
- مينوري ساتو على موقع Soccerway.com (الإنجليزية)
- مينوري ساتو على موقع عالم كرة القدم.نت (الإنجليزية)
- مينوري ساتو على موقع كووورة